# المقاطعة 9
المقاطعة 9 (بالإنجليزية: District 9)‏ هو فلم حركة وإثارة وخيال علميّ جنوب أفريقي مستقل صدر عام 2009، من إخراج نيل بلومكامب. كتب الفلم نيل بلومكامب وتيري تاتشل، وأنتجه بيتر جاكسون وكارولين كوننغهام، وأبرز نجومه هم شارلتو كوبلي وجيسون كوب وديفيد جيمس. حاز الفلم جائزة زحل لأفضل الأفلام العالمية، التي تقدمها أكاديمية أفلام الخيال العلمي والخيال والرعب، كما رُشِّح لنيل جائزة الأوسكار في مهرجانها الـ82 عام 2010، للصورة الأفضل وأفضل سيناريو مقتبسٍ وأفضل تأثيرات بصرية وأفضل تحرير.
تدور القصَّة حول هبوط مركبة ضخمة تحمل كائنات فضائية فوق مدينة جوهانسبرغ بجنوب أفريقيا، والتعقيدات التي تنجمُ عن وجود هذه الكائنات بين سكان المدينة، والاضطهاد والمعاملة اللا إنسانية التي تتعرَّض لها.
بني المقاطعة 9 على فلم قصيرٍ كان قد أصدره المخرج نفسه عام 2005 تحت اسم «حي في جوهانسبرغ» (بالإنجليزية: Alive in Joburg)‏، وتدور قصته حول الإنسانية وكراهية الأجانب والتمييز العنصري. استهلمت فكرة عنوان الفلم ومقدِّمته من أحداث المقاطعة السادسة في كيب تاون خلال عهد الأبارتيد، عندما تعرَّض السكان السود في المدينة للتمييز العنصري، يشبه ذلك الذي يتناوله الفلم للكائنات الفضائية. كلَّف إنتاج الفلم 30 مليون دولار أمريكي، وصُوِّر بشكل رئيسي في منطقة سويتو بمدينة جوهانسبرغ. صُوِّرت لقطات الفلم على شكل وثائقي كاذب، يضمُّ مقابلاتٍ تخيُّلية مع مختصين وتقارير أخبار مأخوذة بكمرات مراقبة. أعدِّت حملة للتسويق الفيروسي لفلم المقاطعة 9 في كومك-كون منذ عام 2008، وقد صدر إعلانه في يوليو عام 2009، بينما بدأ عرض الفلم في السينمات في 14 أغسطس 2009، وحصل على أرباحٍ قدرها 37 مليون دولار في أسبوع افتتاحه.

## القصة
تتمحور قصَّة الفلم حول سفينة فضائية تتعطَّل فوق مدينة جوهانسبرغ في جنوب أفريقيا عام 1982 لأسبابٍ مجهولة (ترصد قطع حطام تتساقط منها يحتمل أن تكون السبب)، وبعد أن يدخل فريق تحقيق السفينة يجد عليها عدداً ضخماً من الكائنات الفضائية المريضة والضعيفة، التي يصطلح على تسميتها احتقاراً بـ«الروبيان». تعمل حكومة جنوب أفريقيا على إنشاء مخيَّم لاجئين بظروفٍ مزرية للكائنات الفضائية في منطقة مجاورةٍ لجوهانسبرغ، ويُطلَق على المخيّم الجديد اسم المقاطعة 9، حيث يوضع 1.8 ملايين لاجئٍ من الكائنات الفضائية. تبدأ أحداث الفلم بعد عشرين عامًا من الحادثة، عندما تبدأ الاضطرابات بالاندلاع حول المخيم، ويصبح السكان البشر منزعجين باضطّرادٍ من وجود الكائنات الفضائية، ويبدأ السكان المحليُّون باضطهادها ومعاملتها بدونية، وتتشكل عصاباتٌ خاصَّة من النيجيريّين لابتزاز الكائنات والمتاجرة في مخيَّماتها بالمقاطعة 9 (يبادلون أسلحتها بطعام القطط، الذي تعشقه الكائنات الفضائية)، بينما تعترض جمعيات حقوق الإنسان وتنظِّم المظاهرات للمطالبة بحقوق الكائنات الفضائية. استجابة للاضطرابات، تقرّر الحكومة نقل الكائنات اللاجئة إلى معسكر اعتقالٍ معزول، وتستأجر شركة عسكرية خاصَّة تدعى "Multinational United" (MNU) لتنفيذ العملية، حيث تبدأ أحداث الفلم.
يدعى بطل الفلم ويكوس فان دي ميروي (يؤدي دوره شارلتو كوبلي)، وهو رجل أفريقاني - جنوب أفريقيٍّ أبيض - يُعيَّن لقيادة عملية إجلاء الكائنات الفضائية إلى معسكر الاعتقال، حيث يعينه في المنصب حَمَوه بييت سميت (يؤدي دوره لويس مينار) الذي يعمل مديراً تنفيذياً في شركة MNU. تبدأ عملية الإجلاء، ويحضر ويكوس الحدث بنفسه، حيث يتم إجبار الكائنات على التوقيع على استمارات موافقة للجلاء إلى المعسكر. أثناء تفتيشه في أحد بيوت الكائنات المُجلاَة بحثاً عن الأسلحة، يجد ويكوس علبة سوداء، يضغط عليها بالخطأ فترش سائلاً فاحماً عليه، لكنه يرسلها إلى التحليل ويتابع عمله. أثناء جولته، يمر ويكوس على منزلٍ فيه ثلاث كائنات فضائية، هم كريستوفر جونسون (يؤدي دوره جيسون كوب) وابنه وصديقٌ له، حيث يعملون على جمع القطع الإلكترونية وبناء الآلات والأجهزة منها. يقبض ويكوس على صديق كريستوفر، وبعد أن يحاول هذا الأخير المقاومة بقتل، لكن ويكوس يصاب في يده اليسرى، فيضطر للعودة وتأجيل العملية.
تبدأ آثار السائل الأسود بالظهور على ويكوس، إذ تتحول ذراعه اليسرى إلى ذراع كائنٍ فضائي، ويأخذ جسمه بالتحول، لذلك، تعتبره شركة MNU كنزاً لا يقدر بثمنٍ لتطوير العلم الحيوي، وتستغلّه كعيِّنة اختبارٍ لتجربة أسلحة الفضائيّين (التي صمِّمت بحيث لا تعمل إلا بحمضهم النووي). عندما تقرِّر الشركة تشريح جسد ويكوس لدراسته علمياً، يقاوم هذا وينجح بالهرب من المختبر، لكن السلطات تبدأ بملاحقته تحت غطاء شائعةٍ بأنه أصيب بداء منقول جنسياً نتيجة ممارسته الجنس مع فضائيّين. يلجأ ويكوس إلى مخيم الفضائيين في المقاطعة 9، حيث يلتقي مجدداً بكريستوفر جونسون، وهنا يتبيَّن أن كريستوفر هو صانع العلبة السوداء التي تحوِّله إلى فضائي، حيث كانت تحتوي تلك العلبة وقوداً عمل كريستوفر طوال عشرين عاماً على جمعه لتشغيل طائرة تحمله إلى السفينة الأم، وعندها سيعيد تشغيلها ويذهب إلى كوكبه لطلب المساعدة. عندما يطلب ويكوس علاجاً لداء التحول، يجيبه كريستوفر بأنَّه إذا وصل إلى السفينة الأم سيتمكن من توفير علاجٍ له.
يقرر ويكوس مساعدة كريستوفر على استعادة السائل، ليتمكن بعد ذلك من علاج دائه والعودة إلى بشري عادي. يذهب أولاً إلى مقر النيجيريين ليحاول الحصول على أسلحة، لكنهم يسرقون منه أمواله كلها ويحاولون بتر ذراعه الفضائية، لولا أنه ينجح بالتقاط سلاحٍ فضائي من مقرهم لتهديدهم والهرب منهم. يستعمل ويكوس السلاح ذاته لاقتحام مقر شركة MNU برفقة كريستوفر، ومن هناك يستعيد السائل الأسود ويهرب بنجاح. لكن كريستوفر يرى أثناء اقتحام مقر الشركة جثث فضائيّين، ماتوا جرّاء تجارب أجرتها الشركة عليهم، وهنا يقرِّر الإسراع بالعودة إلى كوكبه، ويعد ويكوس بأنه سيعالجه عند عودته من هناك بعد ثلاث سنوات. إلا أنَّ ويكوس يجنُّ عندما يسمع بأن عليه الانتظار ثلاث سنوات، ويضرب كريستوفر ويستولي على طائرته الفضائية، لكن ما إن يبدأ الإقلاع بها حتى تستهدفه صواريخ قوات MNU، فتسقط الطائرة بعد تحطُّم جزءٍ منها، ويتم القبض على ويكوس وكريستوفر معاً.
أثناء قيادة ويكوس إلى خارج المقاطعة 9، يتعرَّض الركب الذي ينقله إلى كمينٍ تنفذه العصابات النيجيرية، ويقع ويكوس مجدداً في أسرها، حيث يريد رئيس العصابة قطع يده الفضائية وأكلها للحصول على قوة الفضائيّين. في أثناء القبض عليه، يبقى ابن كريستوفر الفضائي الصغير وحيداً في الطائرة المحطمة، فيستعمل أجهزتها لتحريك السفينة الأم، ثم يحرِّك بها آلة قتالية فضائية تهاجم النيجيريين وتنقذ ويكوس منهم. يأخذ ويكوس الآلة، ويبدأ باستعمالها لقيادة المعركة، فينقذ كريستوفر ويحمله إلى الطائرة، ويتمكن هذا من تحريك السفينة الأم لجذب الطائرة المحطَّمة إليها والهرب من رجال الـMNU. يبقى ويكوس على الأرض ليغطّي بآلته القتالية انسحاب كريستوفر، فيما يصعد هذا الأخير إلى السفينة الأم، ويعد ويكوس قبل ذهابه بأنه سيعود بعد ثلاث سنواتٍ ليعالجه.
في نهاية الفلم، يقلع كريستوفر وابنه بالسفينة الفضائية بعيداً عن الأرض، وسط احتفالاتٍ عارمة من سكان جوهانسبرغ برحيل السفينة. رغم ذلك، يتم إتمام عملية شركة MNU بإزالة ما تبقَّى من المقاطعة 9، وينقل جميع الفضائيين إلى معسكر الاعتقال الجديد المُسمَّى المقاطعة 10، حيث يزداد عددهم من 1.8 إلى 2.4 ملايين نسمة. يبقى مصير ويكوس مجهولاً، حيث تظهر تخمينات متضاربة حول ما حلَّ به، لكن في اللقطة الأخيرة يظهر ويكوس مجدداً ككائنٍ فضائي متحوِّل بالكامل.

## الموضوع

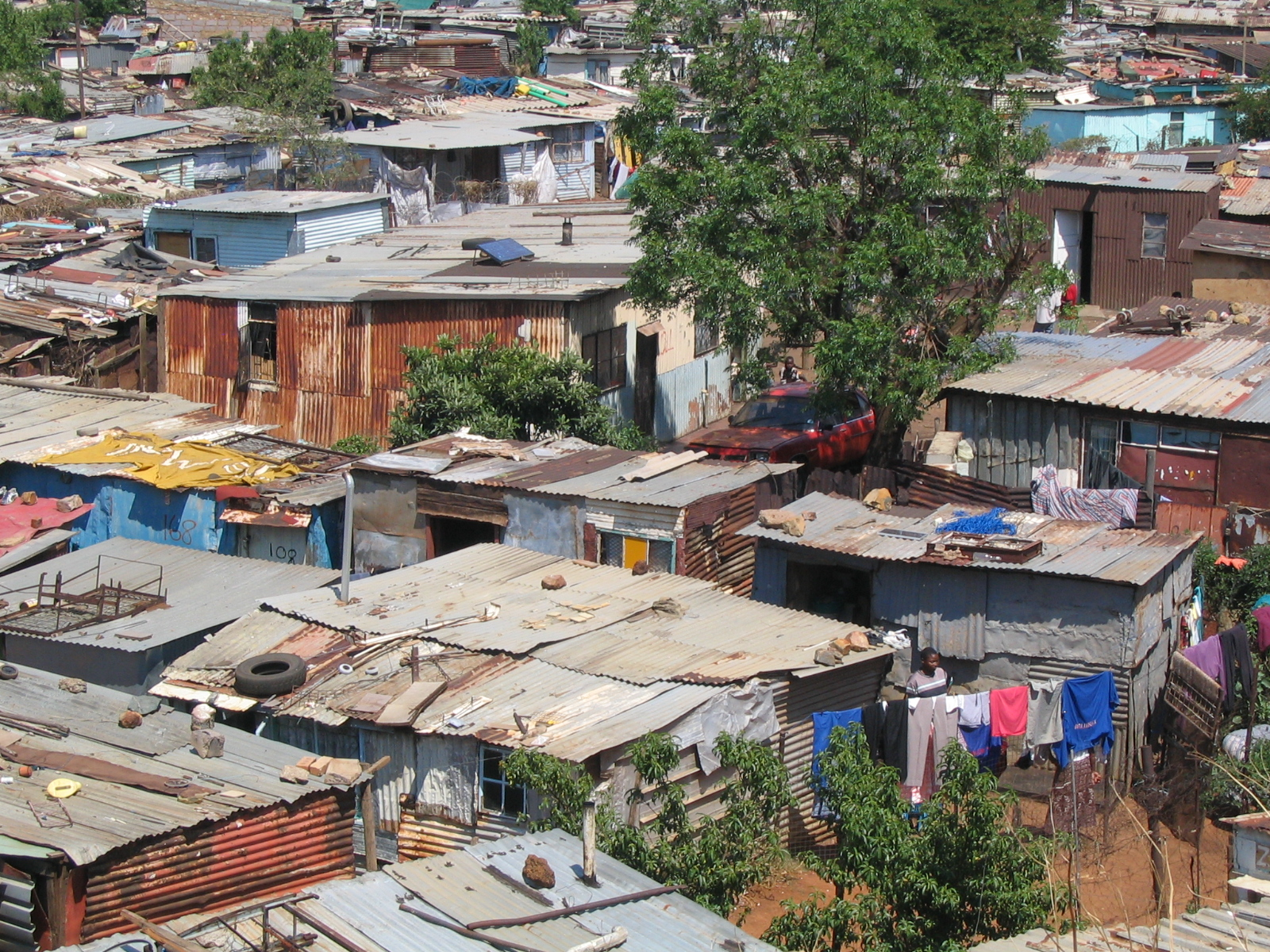
جانبٌ من منطقة تشيالو في حيّ سويتو بجوهانسبرغ، حيث صُوِّرت مشاهد منطقة «المقاطعة 9» في الفلم.

فكرة فلم المقاطعة 9 مستوحاةٌ بالأساس من أحداث تاريخية وقعت خلال عهد الأبارتيد في حي المقاطعة السادسة بمدينة كيب تاون، التي اشتقَّ منها اسم الفلم. حيث أعلنت الحكومة في عام 1966 أنَّ المقاطعة السادسة ستصبح حياً «للبيض حصراً»، وأجلي قسراً إثر ذلك 60,000 نسمةٍ من سكانها السود ليعاد إسكانهم في منطقة «مسطحات الكيب» على بعد 25 كيلومتراً من حيّهم الأصلي. كذلك، فإن الفلم يشير أيضاً عمليات إجلاءٍ قسريّ معاصرةٍ في جنوب أفريقيا (حتى بعد انتهاء حقبة الأبارتيد)، استهدفت أحياء الأقليات الفقيرة. ومن ذلك محاولة الإجلاء القسري لسكان منطقة جوي سلوفو في كيب تاون إلى منطقة إجلاءٍ مؤقتة ببلدة دلفت، إضافةً إلى محاولات إجلاء أهالي مجندولو، بل وحتى في منطقة تشيالو بجوهانسبرغ التي صُوِّر فيها الفلم من الأساس.
يتناول الفلم موضوع اللاإنسانية، حيث يشير بشكلٍ ساخر إلى كيفية تحول البطل - ويكوس - نفسياً إلى شخصٍ أكثر إنسانية مع تحوِّله فيزيائياً إلى كائنٍ فضائي أقل إنسانية. فخلال الفلم يزداد وعي ويكوس لمحنة الكائنات الفضائية، حتى ينتهي الأمر بمساعدته لصديقه الفضائي على مغادرة الأرض، بل ومواجهة البشر الآخرين في سبيل تحقيق ذلك. بصورةٍ عامة، فإن اللاإنسانية عقدة طاغية في كل أجزاء الفلم، ومن الأمثلة البارزة على ذلك الاسم الذي يشيع للإشارة إلى الكائنات الفضائية تحقيراً لها «الروبيان»، كشأن مصطلحاتٍ أخرى دارجة لأممٍ من البشر. يعتبر البعض أنَّ فلم المقاطعة 9 يبرز شيئاً من الوحشية الكامنة داخل البشر. إضافةً إلى ذلك، يعرض الفلم بقوَّة مفهومي العنصرية وكراهية الأجانب في التمييز ضدَّ الفضائيين بناءً على النوع، ومن الأشكال البارزة لذلك تسمية الفضائيين بـ«الروبيان» تشبيهاً بنوعٍ من صراصير الليل يدعى «روبيان باركتاون» يعتبر آفة في جنوب أفريقيا. رغم ذلك، صرَّح كوبلي بأنه ليس من المقصود أن يكون التمييز العنصري الموضوع الرئيسي للفلم، إنَّما جانباً ثانوياً يستهدف العقل اللاواعي عند المشاهدين. وقد كتب صحفي في جريدة محلية: «النتيجة من المقاطعة 9 هي فلم حركة وإثارة عن التمييز العنصري، تتَّحد فيه كل أجناس البشر في كرهها لنوعٍ من الكائنات الشبيهة بالحشرات».
من المفاهيم غير المباشرة الكامنة في فلم المقاطعة 9 كيفية اعتماد الدولة الحديثة على الشركات الدولية لخدمة الحكومة مقابل المال، حيث تمثِّل شركة MNU فيه شركة تعمل مع الحكومة، وقد يشير العرض السلبي لهذه الشركة في الفلم إلى انتقادٍ لأخطار تسليم السلطات العسكرية والأمنية للقطاع الخاص.

## الإنتاج

### التطوير
في بداية الأمر، كان بيتر جاكسون ينوي التعاون مع المخرج الجنوب أفريقي نيل بلومكامب (الذي لم يكن قد أخرج أي أفلام حتى ذلك الحين) لإنتاج فلمٍ عن سلسلة ألعاب هالو، إلا أنَّ عدم وجود التمويل تسبَّب بتعليق مشروع فلم هالو، لذا بدأ جاكسون وبلومكامب بمناقشة المشاريع البديلة الممكنة، وفي النهاية اتَّفقا أن يعملا على إنتاج فلم المقاطعة 9، على أن يتولَّى جاكسون الإنتاج وبلومكامب الإخراج. كان بلومكامب قد أخرج من قبل إعلاناتٍ تجارية وأفلاماً قصيرة، إلا أن المقاطعة 9 كان تجربته الأولى في فيلم طويل. تولى بلومكامب كتابة السيناريو بالتعاون مع تيري تاتشل، وقرَّر تصوير الفلم في مسقط رأسه بجنوب أفريقيا. عاد بلومكامب وتاتشل في المقاطعة 9 إلى عالمٍ كانا قد وضعاه سابقاً، في فلمٍ قصير بعنوان «حي في جوهانسبرغ» (Alive in Joburg)، واختارا من الفلم القصير الشخصيات والأحداث والمفاهيم التي شعرا بأنها مشوِّقة ومثيرة، مثل أسلوب تصوير الفلم كتصوير البرامج الوثائقية، وإجراء المقابلات، وتصميم الكائنات الفضائية، وتصميم الآلات والاختراعات الفضائية، وموضوع الصراع بين الأجناس المختلفة والتمييز العنصري في جنوب أفريقيا. وقد جاؤوا بجميع هذه العناصر والأفكار إلى الفلم الجديد «المقاطعة 9».
موَّلت شركة "QED International" عملية الإنتاج بالكامل، رغم كون الفلم مستقلاً، وقد عقدت شركة QED صفقات لتوزيعه مع سوني بيكتشرز إنترتينمنت وتري ستار بيكتشرز في أمريكا الشمالية ومناطق أخرى، مثل كوريا وإيطاليا وروسيا والبرتغال.

### التصوير
صُوِّر الفلم في موقع تشيالو بمنطقة سويتو بمدينة جوهانسبرغ، وفي وقتٍ تزامن مع وقوع اضطرابات عنيفة ببلدات جنوب أفريقية عدة، كبلدة ألكساندرا في مقاطعة غاوتينج ومناطق أخرى من البلاد، إذ اندلعت اشتباكات بين الأهالي الأصليين وبعض الأفارقة الوافدين من البلدان المجاورة. وأما الحي الذي صور في الفلم على أنه المقاطعة 9 فهو في الواقع فعلاً حي مهجَّر كانت السلطات تعمل على إجلاء سكانه قسرياً قبل تصوير الفلم بفترة.

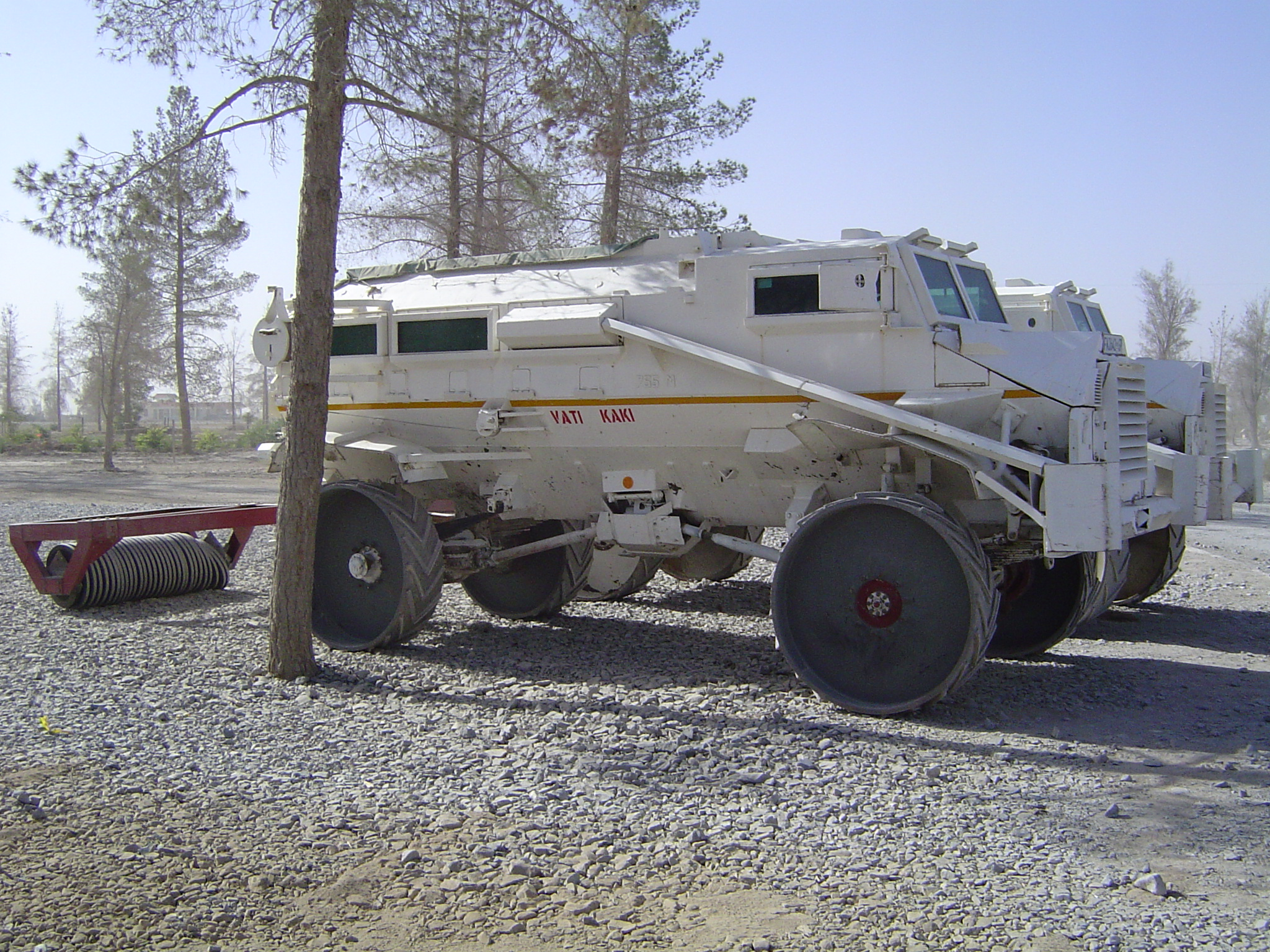
عربات كاسبر المصفَّحة، من الآليات المستعملة في الفلم على يد عملاء شركة MNU.

تم تصوير فلم المقاطعة 9 في مدينة جوهانسبرغ خلال فصل الشتاء، وبحسب المخرج نيل بلومكامب فإن جوهانسبرغ «تبدو في الشتاء مثل تشيرنوبل... مثل أرض مدمَّرة إثر كارثة نووية». وقد أراد بلومكامب تصوير بيئة مهجورة ومنعزلة، لذلك اضطرَّ هو وطاقمه إلى التصوير بين شهري يونيو ويوليو، وقد أخذ تصوير الفلم 60 يوماً بالإجمال. جاءت فكرة التصوير في ديسمبر بمشاكل أخرى، إذ أن الأمطار تكون غزيرة فيه، ولذلك تنتشر النباتات في المكان، ولم يرد بلومكامب ذلك. بل الواقع أنَّه اضطرَّ بالفعل لقطع واستئصال بعض النباتات في مكان التصوير، لمحاولة إظهار المكان على أنه مهجور ومقفر.
تتضمَّن مشاهد الفلم العديد من الأسلحة والسيارات والعربات التي طوَّرتها شركات أسلحة جنوب أفريقية، مثل بنادق آر5 وفكتور سي آر-21 الهجومية، وقناصة دينيل إن تي دبليو-20، ورشاش بي إكس بي الثقيل، وناقلة جنود كاسبِر المدرَّعة، وعربة ريتل القتالية للمشاة، ودبابة رويكات، ومروحية أطلس أوريكس، وسيارات تويوتا هايلوكس المصفَّحة.
بحسب نيل بلومكامب، فإنَّه ما من أية أفلامٍ أخرى أثَّرت على فلم المقاطعة 9 أو ألهمتهُ فكرتَه، لكن قد تكون أفلام الخيال العلمي والحركة من فترة الثمانينيات - مثل الغرباء/إلينز والمبيد/ترمينيتور والمبيد/ترمينيتور 2 والمفترس/بريديتور وروبوكوب - قد أثَّرت عليه على مستوى العقل اللاواعي. قال بلومكامب: «لا أدري إن كان الفلم يعطي المشاهدين ذلك الانطباع أم لا، لكني أردتُ له أن يحمل روح الثمانينيات القاسية تلك - لا أن يكون سلساً وبراقاً».
بسبب وجود العديد من المشاهد التي يجب تصويرها باليد في الفلم (دون استعمال حوامل الكمرة)، قرر المنتج والطاقم تصوير الفلم بآلة رد ون (Red One) الرقمية، وقد استعملت تسعٌ منها - يمتلكها بالأصل بيتر جاكسون الأمريكي - للتصوير الأولي. بحسب مجلة HD، كانت العدسات الثابتة المستعملة في التصوير هي "build 15" و"Cooke S4"، وأما عدسة التقريب (الزوم) فهي "Angenieux". وأما المشاهد المأخوذة بأسلوب البرامج الوثائقية فقد صُوِّرت بكمرة "Sony EX1/EX3 XDCAM-HD".

### التأثيرات البصرية
منذ كان نيل بلومكامب طفلاً في جنوب أفريقيا كان مفتوناً بالأعمال الفنية والتأثيرات البصرية، ولأنه أراد أن يعمل في مجال الأفلام فقد اهتم بالتأثيرات الخاصة. وبفضل معرفته أنه سيجد وظيفةً في مجال التأثيرات البصرية وكذلك تقدم التكنولوجيا والعلوم التي جعلت الرسوميات الحاسوبية أكثر تطوراً، تمكن بلومكامب من العمل في شركة كندية لمراحل ما بعد الإنتاج بصفته رسَّام تأثيرات بصرية. تولت وضع تصميم الكائنات الفضائية في فلم المقاطعة 9 شركة ورشة ويتا [الإنجليزية] النيوزلندية، بينما تولت شركة إميج إنجين (Image Engine) الكندية تنفيذ التصميم.
سعى بلومكامب بالأصل لأن تتولى تصميم الكائنات الفضائية شركة ويتا ديجيتال النيوزلندية (مالكة ورشة ويتا)، إلا أنَّها كانت منشغلة حينذاك بالعمل على فلم أفاتار، فقرَّر إثر ذلك التوجه إلى شركة إميج إنجين الكندية المتمركزة في فانكوفر، وذلك لأنه نوى صنع أفلامه في فانكوفر بالمستقبل ولأن كولومبيا البريطانية توفر رصيداً للضرائب. بعد أن التقى بلومكامب بمسؤولي الشركة، اعتبر التعامل معها «شيئاً من المغامرة»، إذ لم يكن قد سبق للشركة العمل على مشروعٍ بمستوى فلم طويل. باستثناء الكائنات الفضائية التي تظهر على أسرَّة التشريح خلال مشاهد المختبر الطبي بـMNU، جميع الكائنات الفضائية في الفلم صُمِّمت باستعمال البرامج الحاسوبية.
تولت ويتا ديجيتال تصميم المركبة الفضائية الأم بقطرٍ يبلغ 2.5 كيلومترات، كما تولَّت تصميم الطائرة الفضائية الصغيرة التي تستعمل للصعود إلى المركبة الأم. أما البذلة القتالية التي تستعمل في المقاطع الأخيرة فقد صمَّمتها شركة "The Embassy Visual Effects" للتأثيرات البصرية. من جهة أخرى، عملت «استديوهات Zoic» على التصاميم ثلاثية الأبعاد المتحرِّكة، وأما التأثيرات الحية الخاصة فقد تولَّتها شركة "MXFX".

### الموسيقى
ألَّف موسيقى فلم المقاطعة 9 الموسيقي الكندي كلنتون شورتر، الذي قضى ثلاثة أسابيع يجهِّز للعمل. أراد نيل بلومكامب موسيقى «خاماً ومظلمة» لفلمه، لكنه أراد لها في الآن ذاته أن تحتفظ بروحٍ جنوب أفريقية تشير إلى منشئها. مثَّل الطابع التقليدي جنوب الأفريقي تحدياً لشورتر، فقد كانت معظم الموسيقات جنوب الأفريقية التي تفحَّصها مبتهجة وحيوية، بعكس ما أراده بلومكامب. بعد محاولات عدة، فشل شورتر في أن يجعل الطبول الأفريقية تعطي طابعاً مظلماً أو ثقيلاً، لذلك قرَّر اللجوء إلى مزيجٍ من طبول تايكو والآلات الصناعية للحصول على الطابع المطلوب، وأما العنصر الأفريقي في الموسيقى فقد تركَّز بالأصوات الغنائية والنقرات الموسيقية الثانوية.

## التسويق

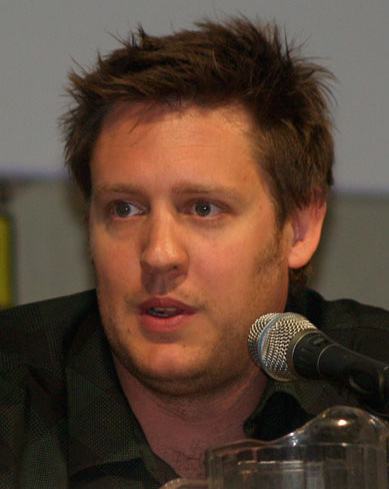
المخرج نيل بلومكامب يتحدَّث عن الفلم خلال مؤتمر سان دييغو كومك-كون.

قبل إطلاق الفلم بعام، أطلقت شركة سوني بيكتشرز حملة تسويقٍ تحت عنوان «بشر فقط» (Humans Only) للدعاية لفلم المقاطعة 9. صمَّم فريق سوني التسويقي المادة الدعائية لتحاكي اللوحات الإعلانية المشجِّعة على التمييز العنصري، لكن التمييز ضد غير البشر عوضاً عن البشر (كدعاية للكائنات الفضائية في الفلم). هكذا صُمِّمت اللوحات واللافتات الإعلانية والمناشير والملصقات لتظهر كائنات الفلم الفضائية، ووزِّعت في الأماكن العامة مثل محطات الحافلات في مدن عديدةٍ، بل ووضعت في بعض الأماكن شعارات «بشرٌ فقط» مع أرقام هاتفٍ معفاةٍ من الرسوم ليبلغ عامَّة الناس عليها عن «النشاط غير البشري». نشرت كذلك إعلانات دعائية لموقع الفلم في عام 2008 خلال مؤتمر سان دييغو كومك-كون. تضمَّن موقع الفلم تطبيقاً تقدمه شركة "Multi-National United" (MNU) الخيالية، ونظام إنذارٍ لمدينة جوهانسبرغ (حيث صُوِّر الفلم)، ونشرات أخبار، ونصائح حول السلوك المناسب مع الكائنات الفضائية، إضافةً إلى بعض القوانين والتشريعات. كما أنشئت مواقع أخرى تتعلَّق بالفلم، منها موقع لشركة MNU عليه عدٌّ تنازلي لتاريخ صدور الفلم، وكذلك موقع معادي لشركة MNU يديره الفضائيّ «كريستوفر جونسون» الخيالي، فضلاً عن موقع تعليميٌّ تديره وتفرض عليه الرقابة MNU. صُمِّمَت كذلك لعبة لفلم المقاطعة 9 يمكن للاعبين الاختيار فيها بين شخصيات الفضائيّين أو البشر، حيث يكون البشر عملاءَ لشركة MNU يحاولون اعتقال أو قتل الفضائيين، بينما الفضائيون يهربون من البشر ويبحثون عن بعض الأجهزة والمعدَّات.
في شهر يوليو عام 2010، أصدرت شركة ويتا ديجيتال مجسَّمات لعب للفضائي كريستوفر جونسون وابنه.

## بعد الإطلاق

### الأرباح
بحلول الرابع من نوفمبر عام 2009، أدرَّ فلم المقاطعة 9 أرباحاً قُدِّرت بمبلغ 210,819,205$، منها 115,646,235$ من كندا والولايات المتحدة، ممَّا منحه نجاحاً كبيراً في ترتيب بيع التذاكر. بلغ الدخل الذي جاء به الفلم سبعة أضعاف ميزانية إنتاجه، البالغة 30$ مليون فحسب.
عرض الفلم في 3,048 سينما بمختلف أنحاء كندا والولايات المتحدة في 14 أغسطس (عقب إطلاقه)، وسرعان ما أصبح الأول على شباك التذاكر بحلول نهاية الأسبوع، مع أرباحٍ بلغت 37,354,308$. مقارنة بأفلام الخيال العلمي السَّابقة له، كان حضور افتتاحيته أقلَّ بقليلٍ من حضور فلم عام 2008 كلوفرفيلد و1997 ستارشب تروبرز. ديمغرافياً، كان 64% من مشاهدي الفلم من الذكور، وكان 57% منهم بعمر خمسة وعشرين عاماً أو أكثر. تمكَّن الفلم من أن يكون أحد الأفلام الناجحة للصيف علاوةً على درِّ أرباحٍ كبيرة، رغم أن طاقم ممثلّيه غير معروفٍ نسبياً. عزي نجاح المقاطعة 9 الكبير إلى حملته التسويقية غير الاعتيادية. بحلول نهاية الأسبوع الثاني، انخفضت أرباح الفلم بنسبة 49% خلال منافسته مع فلم أوغاد مجهولون، حيث يستهدف كلاهما الجمهور الذكوري. حقَّق الفلم نجاحاً مشابهاً في بريطانيا، إذ جاءت أرباح الافتتاحية بمبلغ £2,288,378 يورو مع عرضه في 447 سينما بمختلف أنحاء البلاد.

### النقد
تلقَّى الفلم بالإجمال نقداً إيجابياً، إذ أعلن موقع الطماطم الفاسدة أنَّ 90% من التقييمات أعطته مراجعة إيجابية، وذلك بناءً على عيِّنة من 261 مراجعة، أعطته متوسّط 7.8 نقاط من أصل 10. صرَّح الموقع بالإجماع التالي للآراء حول الفلم: «رائعٌ تقنياً ومؤثر عاطفياً، يجمع المقاطعة 9 الحركة والخيال وجميع عناصر نجاح فلم خيال علميٍّ كلاسيكي جيّد». وأما موقع ميتاكريتيك (الذي يجمع مراجعاتٍ من مصادر معروفةٍ ويحسب وسطيَّ النقاط التي تعطيها لفلمٍ ما) فقد أعطى الفلم 81 نقطةً من أصل 100 بناءً على 36 مراجعة. إضافةً إلى ذلك، صنَّفت آي جي إن الفلم كرقم 24 في قائمتها لأفضل 25 فلم خيال علميٍّ في التاريخ.
كتبت سارة فيلكومورسن في صحيفة نيويورك أوبسيرفر أنَّ «المقاطعة 9 هو أفضل فلم خيال علميٍّ يصدر في عقود، ومن دون شك أكثر أفلام هذا الصيف إثارة، بل وقد يكون أفضل فلمٍ شاهدتُه لهذا العام». وأما كريستي ليمر من أسوشيتد برس فقد دُهِشَت من قصة الفلم وحبكته، وامتدحته كذلك ليزا سشوارزباوم من إنترتينمنت ويكلي واصفةً إيَّاه بأنه: «شديد الإبداعية، ومسيَّسٌ للغاية، ومثير جداً».
أثنى روجر إيبرت على الفلم لأنه «يعطينا كائناتٍ فضائية لتذكيرنا بأنَّه ليس كلُّ من يأتي بسفينة فضاءٍ يجب أن يكون ملاكاً، أو أخطبوطياً، أو حديداً لا يصدأ»، لكنه اعترض على أن «المشاهد الأخيرة محبطة، فهي تتمحور حول فلم حركةٍ وإطلاق نارٍ تقليدي. كما أن المؤلف لم يحاول حلَّ عقد الحبكة، فإذا كان يعتبر هذه النهاية نهايةً سعيدة، من المؤكد أني رأيت أسعد منها. رغم إبداعية الفلم، فإنَّه يبقى أوبرا فضاءٍ تتجنَّب عوالم الخيال العلمي الأكثر فرادة».

### الاعتراضات
بعد إطلاق الفلم، طالبت وزيرة المعلومات النيجيرية «درة أكونييلي» جميع سينمات البلاد بوقف عرض الفلم أو حذف بعض مقاطعه، وذلك بسبب تصوير عددٍ من مشاهده للنيجيريين على أنَّهم عصابات من المجرمين وأكلة لحوم البشر. وقد أرسلت إثر ذلك العديد من الشكاوى إلى منتج الفلم وموزِّعه مطالبةً باعتذارٍ للنيجيريين. اعترضت وزيرة المعلومات أيضاً على اسم رئيس العصابة «أوبيساندجو»، لأنه يماثل تقريباً في تهجئته ونطقه اسم عائلة الرئيس النيجيري السَّابق أولوسيجون أوباسانجو. فيما بعد تمَّ حظر عرض الفلم بالفعل في نيجيريا، وذلك بعد أن طُلِبَ من لجنة رقابة الأفلام والفيديوهات النيجيرية منع السينمات من عرضه.
انتقد أيضاً الممثل البريطاني نيجيري الأصل «حكيم كاي-كازم» طريقة تصوير النيجيريين في فلم المقاطعة 9، وصرَّح للصحافة بأن أفريقيا مكانٌ جميل، ولا يمكن تمثيلها بمجموعةٍ صغيرة كهذه من الناس.

### التقدير
قيَّمت اللجنة الوطنية لمراجعة الصور المتحركة (المتمركزة في نيويورك) الفلم بأنه واحدٌ من أفضل 10 أفلامٍ مستقلة لعام 2009. تلقى فلم المقاطعة 9 أربع ترشيحاتٍ لجائزة الأوسكار، وسبع ترشيحاتٍ لجوائز الأكاديمية البريطانية للأفلام، وخمس ترشيحاتٍ لاتحاد ناقدي الأفلام الإذاعية، وترشيحاً واحداً لجوائز غولدن غلوب. كان الفلم رابع فلمٍ يرشَّح في التاريخ لجائزة الأوسكار للصورة الأفضل لجهة تري ستار بيكتشرز، ليأتي مباشرةً بعد أفلام أفضل ما يمكن حصوله وجيري ماغوير وبغسي، كما كان أول فلمٍ على شكل وثائقي كاذب يرشَّح للجائزة على الإطلاق.

## التوزيع المنزلي
صدرت في 22 ديسمبر عام 2009 نسخ منزلية للبيع من فلم المقاطعة 9 على أقراص البلو ري وديفيديات المنطقة 1 ذات الشاشة العريضة، إضافةً إلى إصدارةٍ خاصَّة على قرصي دي في دي. تضمُّ هذه النسخ الفلم الرئيسي، إلى جانب وثائقيّ باسم "The Alien Agenda: A Filmmaker's Log" (أجندة الفضائيّين: سجل صانع أفلام) وفيديوهات عن مختاراتٍ خاصَّة تتعلَّق بموضوع الفلم وكيفية تأليفه وتصويره، هي "Metamorphosis: The Transformation of Wikus" (التحول الجيني: تحول ويكوس) و"Innovation: Acting and Improvisation" (الابتكار: التمثيل والارتجال) و"Conception and Design: Creating the World of District 9" (المفهوم والتصميم: ابتكار عالم المقاطعة 9) و"Alien Generation: Visual Effects" (تصميم الفضائيّين: التأثيرات المرئية). كما ضُمِّنت على قرص البلو ري من الفلم إصدارة تجريبيَّة من لعبة غود أوف وور 3 لجهاز البلاي ستيشن 3.

## السلسلة
كان المخرج نيل بلومكامب قد لمَّح منذ الأول من أغسطس عام 2009 (قبل إطلاق الفلم في دور العرض بأسبوعين) إلى نيِّته تحويل الفلم لسلسلةٍ إذا حقَّق نجاحاً كافياً. فقد صرَّح خلال لقاءٍ مع إذاعة "Rude Awakening" بأنه «ربَّما تكون هناك سلسلة»، إلا أنَّه أوضح مع ذلك أنَّ مشروعه القادم لن يكون ذا علاقةٍ بعالم المقاطعة 9. كما قال خلال مقابلةٍ مع موقع الطماطم الفاسدة أنَّه يأمل «بقوَّة» أن يكون هناك جزء آخر من الفلم: «لم أفكِّر بقصَّة له بعد، لكن إذا ما أراد الناس جزءاً آخر، فسأكون سعيداً جداً بالعمل عليه». وقد أوضح بلومكامب أن قصة الجزء القادم قد تكون سابقة لأحداث المقاطعة 9. أشار الممثل الرئيسي شارلتو كوبلي خلال مقابلة مع صحيفة "Empire" في 28 أبريل عام 2010 إلى أنَّ وجود جزءٍ آخر من الفلم محتملٌ جداً، لكنه مع ذلك لن يكون قبل عامين قادمين، بالنظر إلى التزاماته هو وبلومكامب في الوقت الحاليّ.
قال بلومكامب خلال مقابلةٍ مع آي جي إن: «أنا أرغب حقاً بأن أعدَّ سلسلةً للمقاطعة 9، أرغب بذلك بصدق. لكن المشكلة أنَّ لدي كومةً من الأفكار والأمور التي أودُّ العمل عليها، وأنا جديدٌ على العمل نسبياً.. فأنا الآن أعدُّ فلمي الثالث فحسب، وطريقة العمل التي بدأت أقتنع بها مؤخراً هي أن لا تربط نفسكَ إلا بعملٍ واحدٍ يتبع العمل الذي تنجزه حالياً». وأشار بلومكامب إلى أنَّ الفلم القادم - لو صدر - سيكون بعنوان المقاطعة 10 (District 10).

## وصلات خارجية
- الموقع الرسمي
- المقاطعة 9 على موقع أول موفي.
- المقاطعة 9 على موقع IMDb (الإنجليزية)
- المقاطعة 9 على موقع ميتاكريتيك (الإنجليزية)
- المقاطعة 9 على موقع روتن توميتوز (الإنجليزية)
- المقاطعة 9 على موقع نتفليكس (الإنجليزية)
- المقاطعة 9 على موقع قاعدة بيانات الأفلام العربية
- المقاطعة 9 على موقع ألو سيني (الفرنسية)
- المقاطعة 9 على موقع Turner Classic Movies (الإنجليزية)
- المقاطعة 9 على موقع أول موفي (الإنجليزية)
- المقاطعة 9 على موقع بوكس أوفيس موجو (الإنجليزية)
- المقاطعة 9 على موقع فيلمافينيتي (الإسبانية)